# Urgleptes recki
Urgleptes recki är en skalbaggsart som först beskrevs av Julius Melzer 1935.  Urgleptes recki ingår i släktet Urgleptes och familjen långhorningar. Inga underarter finns listade i Catalogue of Life.